# Sociología

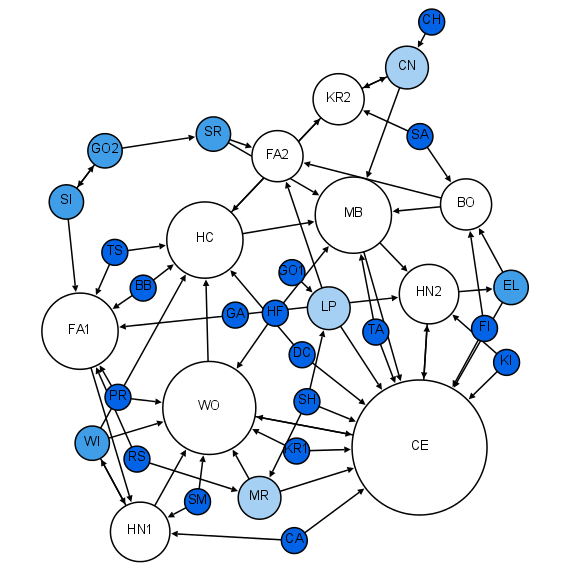
Un sociograma de Moreno, que representa las afinidades entre individuos.

La sociología es la ciencia social que se encarga del análisis de la sociedad humana o población global. De manera sucinta se puede decir que esta estudia la sociedad humana, a los grupos humanos y las relaciones que forman la sociedad. Ello significa que la sociología analiza las relaciones (de producción, distribución, consumo, solidaridad, división del trabajo, etc.) que se establecen entre esos grupos humanos (la familia, los clubes, las pandillas,las asociaciones, las instituciones, etc.). En general pretende dar cuenta de las interacciones sociales, las instituciones, la producción y las formas de sociedades existentes.
En la sociología se utilizan metodologías de investigación interdisciplinarias para el análisis e interpretación, desde diversas perspectivas teóricas, de las causas y significados que motivan la aparición de diversas tendencias de comportamiento social. Mientras algunos sociólogos realizan investigaciones que pueden aplicarse directamente a la política social y el bienestar, otros se centran en refinar la comprensión de los procesos sociales. Abarca desde el nivel de microsociología de la interacción y las organizaciones, hasta el nivel macro de los sistemas y la estructura social.
Los diferentes enfoques tradicionales de la sociología incluyen estratificación social, clase social, movilidad social, religión, derecho y desviación social. Como todas las esferas de la actividad humana se ven afectadas por la interacción entre la estructura social y la agencia individual, la sociología ha ampliado gradualmente su enfoque a otros temas, como ambiente, salud, economía, instituciones penales, Internet, educación y el conocimiento científico, la criminología, entre otros.
Los orígenes de la sociología están asociados a los nombres de Alexis de Tocqueville, Ibn Jaldún, Karl Marx, Henri de Saint-Simon, Auguste Comte, Herbert Spencer, Émile Durkheim, Georg Simmel, Ferdinand Tönnies, Vilfredo Pareto, Max Weber, Alfred Schütz, Harriet Martineau, Jane Addams, Anna J. Cooper, Ida Wells-Barnett,Charlotte Perkins Gilman, Beatrice Webb y Marianne Weber.
Algunos de los sociólogos más destacados del siglo XX han sido Talcott Parsons, Erving Goffman, Robert K. Merton, Wright Mills, Michel Foucault, Pierre Bourdieu, Niklas Luhmann y Jürgen Habermas. En la actualidad, algunos de los sociólogos más citados son George Ritzer, Anthony Giddens, Manuel Castells, Bruno Latour, Zygmunt Bauman, Norbert  Elías, James S. Coleman y Alain Touraine, entre otros.

## Fundadores de la disciplina
El razonamiento sociológico es preexistente a la fundación de la disciplina. El análisis social tiene su origen en el conocimiento y la filosofía occidental, desarrollados desde la Antigua Grecia por filósofos como Platón. El origen de la encuesta, es decir, la obtención de información a partir de una muestra de individuos, se remonta a por lo menos el Libro Domesday en 1086. El antiguo filósofo oriental Confucio escribió sobre la importancia de los roles sociales. Hay pruebas de la sociología temprana en el islam medieval. Algunos consideran que Ibn Jaldún, un erudito musulmán del norte de África (Túnez), ha sido el primer sociólogo y padre de la sociología. Su Muqaddima fue quizás el primer trabajo para avanzar en el razonamiento científico-social de la cohesión social y el conflicto social.
Durante la época de la Ilustración y después de la Revolución Francesa, lo social y las actividades del hombre fueron ganando interés. Escritores como Voltaire, Montesquieu, y Giambattista Vico, se interesaron por analizar las instituciones sociales y políticas europeas. Y Lord Kames inició el análisis de las causas del cambio social, y tras él, surgió una corriente conservadora, muy interesada en saber las razones de los cambios y de la estabilidad existentes en la sociedad, liderada por Joseph de Maistre y Edmund Burke, quienes criticaron muchas de las premisas de la Ilustración.
La voluntad de crear una "física social", esto es, un conocimiento indiscutible de la sociedad, de forma análoga a como se establece en la Física, surgió con el positivismo del siglo XIX. El primero en defender una teoría e investigación científica de los fenómenos sociales fue Henri de Saint-Simon (1760-1825) a mediados del siglo XIX. Auguste Comte, quien fue secretario de Saint-Simon entre 1817 y 1823, desarrolló sus teorías bajo las premisas del positivismo. Comte acuñó la palabra «sociología» en 1824 (del latín socius, ‘socio, compañero’, y el sufijo griego -λογία -loguía, ‘tratado’, ‘estudio’). La primera vez que apareció impresa esta palabra fue en su Curso de filosofía positiva de 1838.
Durante mucho tiempo, la figura de Harriet Martineau (1802-1876) fue desconocida como “madre fundadora” de la sociología. Entre sus obras destacan How to Observe Morals and Manners (1836) y Society in America (1836) donde desarrolla una metodología de estudio de la sociedad y su aplicación al analizar la sociedad estadounidense, respectivamente. A pesar de esto, dentro de la sociología solo era reconocido su trabajo de traducción al inglés de los Cursos de filosofía positiva de Comte. Martineau redujo tal obra de seis volúmenes a solo dos lo que facilitó su difusión en habla inglesa; incluso, el mismo Comte reconoció la mejora y le propuso traducir de nuevo dicha síntesis del inglés al francés
Casi en simultáneo, en Alemania, Von Stein (1815-1890), introdujo el concepto de sociología como ciencia (Die Wissenschaft der Gesellschaft) incorporando a su estudio lo que él llamó "Movimientos sociales" y la dialéctica hegeliana. De esta manera logró darle a la disciplina una visión dinámica. Von Stein es considerado como el fundador de las ciencias de la Administración Pública.
Alexis de Tocqueville (1805-1859) por su parte, es también reconocido como uno de los precursores de la sociología, por sus estudios sobre la Revolución francesa y sobre los Estados Unidos (La democracia en América, publicada entre 1835-1840). El citado analizó a las sociedades en general e hizo una comparación entre las sociedades americanas y las sociedades europeas.
La sociología continuó con un desarrollo intenso y regular a principio del siglo XX. Émile Durkheim, quien se inspiró en algunas teorías de Auguste Comte para renovar la sociología, quería en particular "estudiar los hechos sociales como si fueran cosas". Uno de los retos de la sociología era desarrollarse como una ciencia autónoma. Durkheim buscó distinguir a la sociología de la filosofía por un lado y de la psicología por el otro. Por ello, se le considera como uno de los padres fundadores de la sociología.
El citado postuló las bases de una metodología científica para la sociología, en particular en la obra Las reglas del método sociológico (1895), y en La división del trabajo social (1893), libro que además es su tesis. Su método reposa esencialmente en la comparación de estadísticas y características cuantitativas, buscando liberarse de todo subjetivismo ligado a toda interpretación cualitativa, y a desembarazarse de todos los prejuicios morales o moralizadores a priori para comprender los hechos sociales como en su obra: El Suicidio.
Karl Marx es otro científico que ha tenido una profunda influencia en el pensamiento social y la crítica del siglo XIX. Fue principalmente en Alemania donde desarrollara una teoría mayor de la sociología, influenciando posteriormente, entre otros, en la Escuela de Fráncfort.
Max Weber, contemporáneo de Durkheim, tomó un camino diferente: empleó la Ciencia política, la Economía política, la Filosofía de la cultura y del derecho, los estudios religiosos que son, según él, todo como la sociología, las "ciencias de la cultura". De acuerdo a toda una tradición de la filosofía alemana (sobre todo Wilhelm Dilthey), estas ciencias son diferentes de las Ciencias naturales ya que tienen su propio método. Ellas proponen una comprensión de los fenómenos colectivos antes que la búsqueda de leyes (es el método comprensivo).

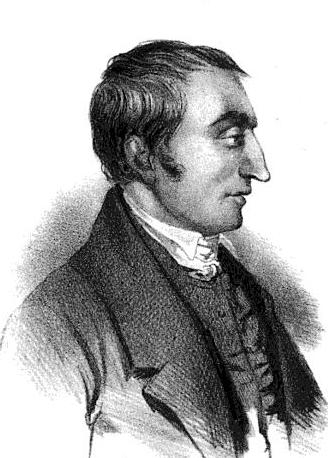
Claude Henri de Saint-Simon.
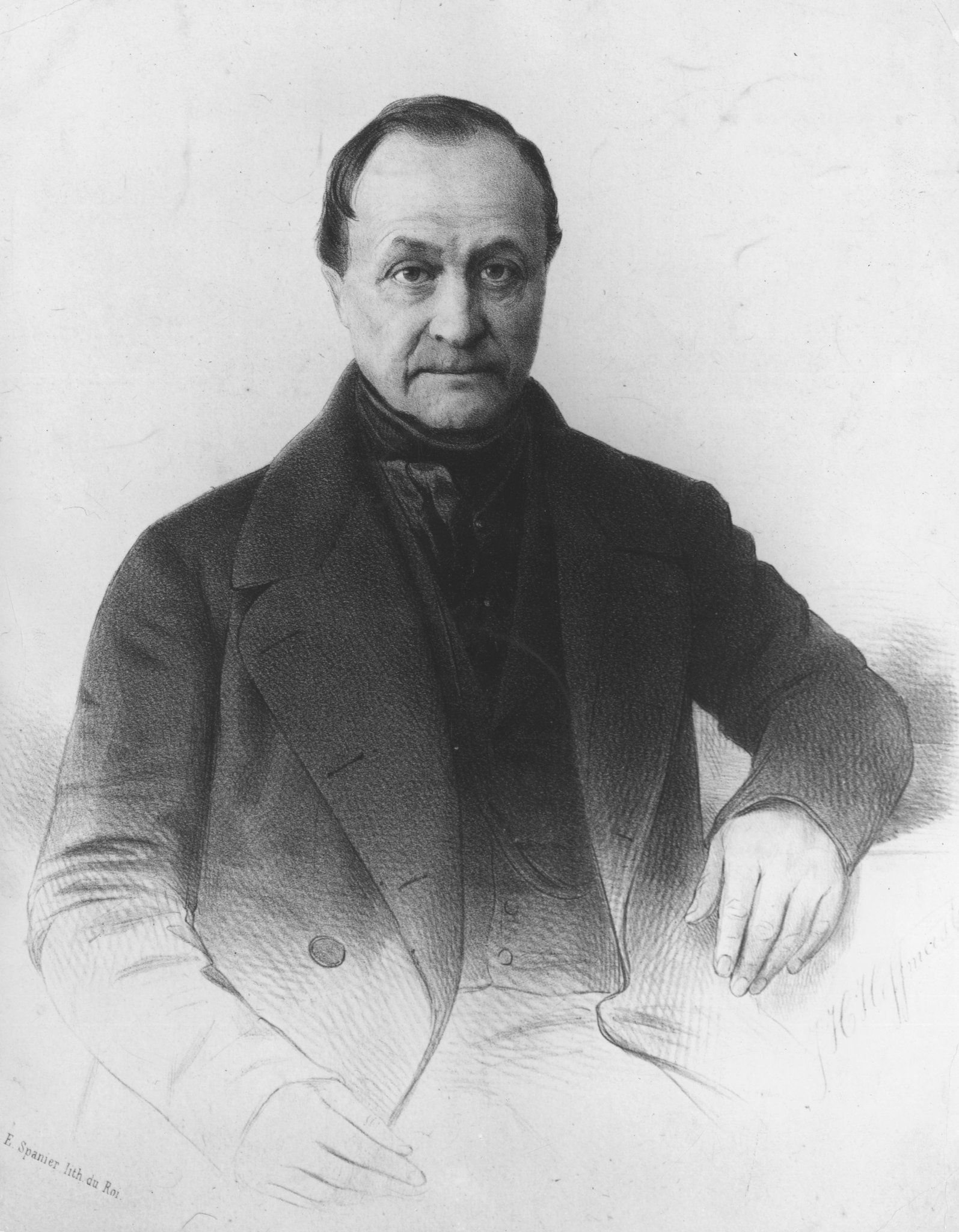
Auguste Comte.
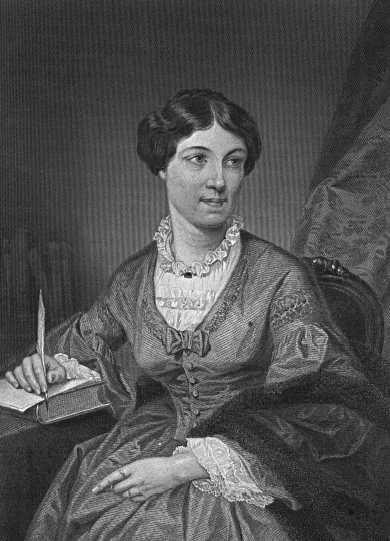
Harriet Martineau
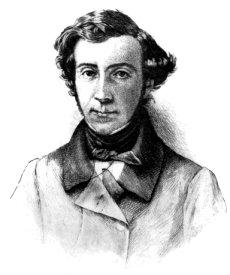
Alexis de Tocqueville
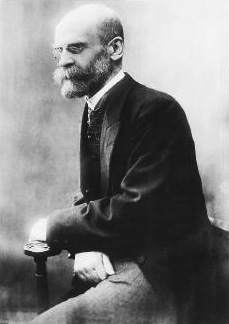
Émile Durkheim.
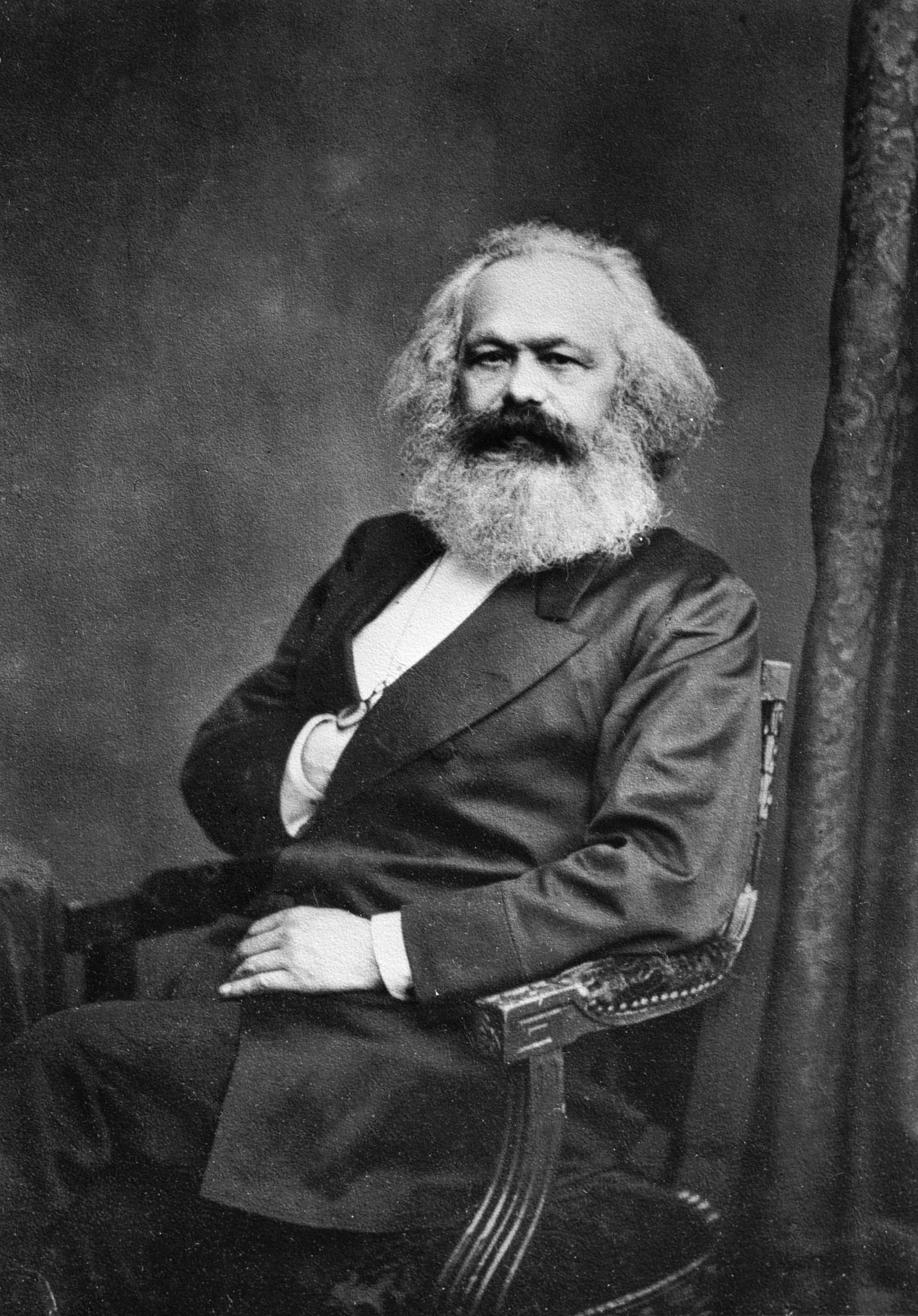
Karl Marx.
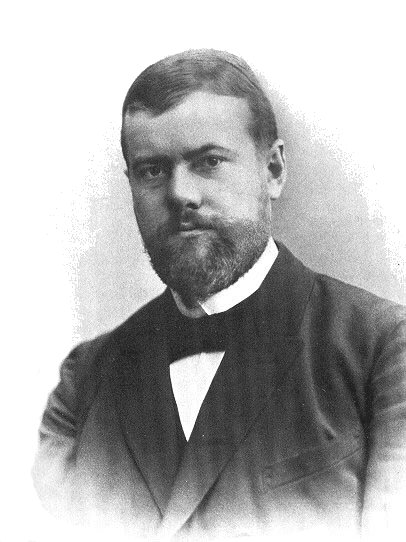
Max Weber.

## Métodos sociológicos

### Métodos cualitativos
La investigación cualitativa es el método científico de observación para recopilar datos no numéricos. Se suelen determinar o considerar técnicas cualitativas todas aquellas distintas al experimento. Es decir, entrevistas, encuestas, grupos de discusión o técnicas de observación y observación participante. La investigación cualitativa recoge los discursos completos de los sujetos para proceder luego a su interpretación, analizando las relaciones de significado que se producen en determinada cultura o ideología. Es usada principalmente en las ciencias sociales. Pero, también, se ha empezado a emplear en el campo educativo de manera significativa.
La investigación cualitativa se basa en "estudios de caso, experiencias personales, introspección, historias de vida, entrevistas, artefactos y textos y producciones culturales, junto con textos observacionales, históricos, interactivos y visuales". La investigación cualitativa no insiste en la representativa muestra de sus resultados. Adquiere validez externa a través de diversas estrategias, entre ellas el trabajo de campo, la triangulación de resultados o la adopción de representativo estructural: incluir en la muestra a miembros de los principales elementos de la estructura social en torno al fenómeno de estudio.
Es metodológicamente un enfoque interpretativo, naturalista hacia su objeto de estudio. Esto significa comprender la realidad en su contexto natural y cotidiano, intentando interpretar los fenómenos de acuerdo con los significados que le otorgan las personas implicadas. Con la investigación cualitativa, se obtienen datos descriptivos: las propias palabras de las personas, habladas o escritas, y la conducta observable. 

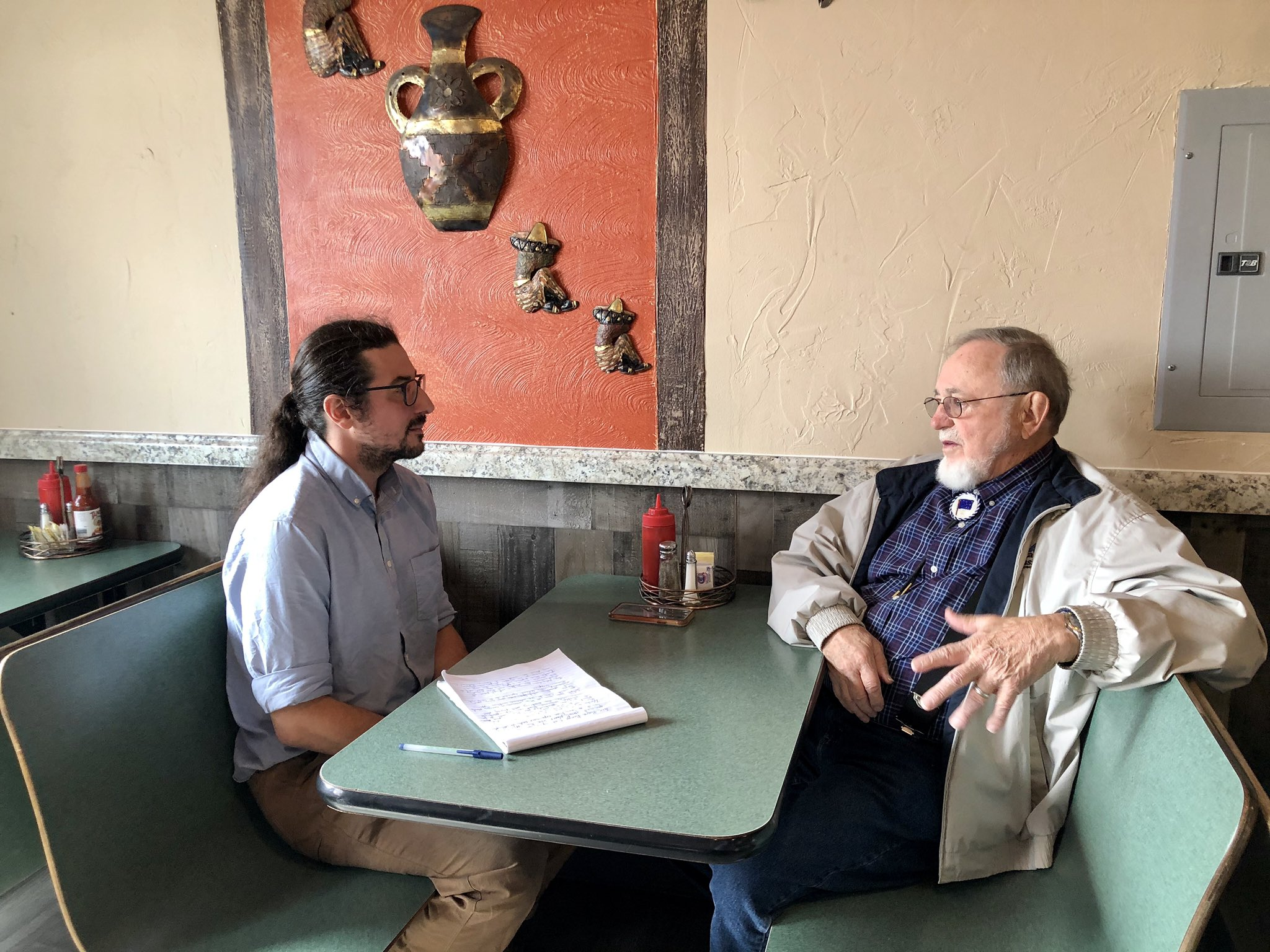
La entrevista es una técnica muy utilizada en el método cualitativo.

Una primera característica de estos métodos se manifiesta en su estrategia para tratar de conocer los hechos, procesos, estructuras y personas en su totalidad, y no a través de la medición de algunos de sus elementos. La misma estrategia indica ya el empleo de procedimientos que dan un carácter único a las observaciones. La segunda característica es el uso de procedimientos que hacen menos comparables las observaciones en el tiempo y en diferentes circunstancias culturales, es decir, este método busca menos la generalización y se acerca más a la fenomenología y al interaccionismo simbólico. Una tercera característica estratégica importante para este trabajo (ya que sienta bases para el método de la investigación participativa), se refiere al papel del investigador en su trato -intensivo- con las personas involucradas en el proceso de investigación, para entenderlas.

### Métodos cuantitativos
La investigación cuantitativa es una estrategia de investigación que se centra en cuantificar la recopilación y el análisis de datos. Se forma a partir de un enfoque deductivo en el que se hace hincapié en la comprobación de la teoría, moldeada por filosofías empiristas y positivistas.
Asociada con las ciencias naturales, aplicadas, formales y sociales, esta estrategia de investigación promueve la investigación empírica objetiva de los fenómenos observables para probar y comprender las relaciones. Esto se hace a través de una variedad de métodos y técnicas de cuantificación, reflejando su amplia utilización como estrategia de investigación en diferentes disciplinas académicas.
El objetivo de la investigación cuantitativa es desarrollar y emplear modelos matemáticos, teorías e hipótesis relacionadas con los fenómenos. El proceso de medición es fundamental para la investigación cuantitativa porque proporciona la conexión fundamental entre la observación empírica y la expresión matemática de las relaciones cuantitativas.
Los datos cuantitativos son cualquier dato que esté en forma numérica, como estadísticas, porcentajes, etc. El investigador analiza los datos con la ayuda de estadísticas y espera que los números produzcan un resultado imparcial que pueda generalizarse a una población mayor. La investigación cualitativa, por otro lado, indaga profundamente en experiencias específicas, con la intención de describir y explorar el significado a través del texto, la narrativa o los datos visuales, desarrollando temas exclusivos para ese conjunto de participantes.
La investigación cuantitativa se utiliza ampliamente en psicología, economía, demografía, sociología, marketing, salud comunitaria, salud y desarrollo humano, estudios de género y ciencias políticas; y con menos frecuencia en antropología e historia. La investigación en ciencias matemáticas, como la física, también es "cuantitativa" por definición, aunque este uso del término difiere en el contexto. En las ciencias sociales, el término se relaciona con los métodos empíricos que se originan tanto en el positivismo filosófico como en la historia de la estadística, en contraste con los métodos de investigación cualitativa.

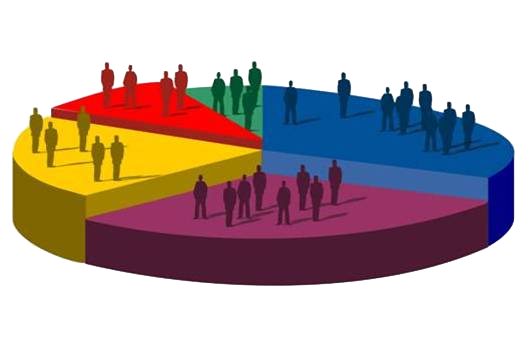
Imagen que representa la estadística aplicada a la sociología.

Aquí se utilizan las técnicas experimentales aleatorias, cuasi-experimentales, cuestionarios, encuestas, entre otros. Dentro de todos los análisis de los métodos cuantitativos podemos encontrar unas características basadas en el positivismo como fuente epistemológica: el énfasis en la precisión de los procedimientos para la medición, el uso de técnicas de muestreo, así como la relación entre los conceptos y los indicadores con los que se miden (para evitar las confusiones que genera el uso de un lenguaje oscuro, que pese a ser seductor, es difícil de comprobar su veracidad). Otra característica predominante de los métodos cuantitativos es la selección subjetiva e intersubjetiva de indicadores (a través de conceptos y variables) de ciertos elementos de procesos, hechos, estructuras y personas. Estos elementos no conforman en su totalidad, los procesos o las personas (de allí se deriva el debate entre los cuantitativistas que nunca ven un fenómeno integrado, sino siempre conjuntos de partículas de los fenómenos relacionados con la observación, y los cualitativistas que pueden percibir los elementos generados que comparten los fenómenos). Sin embargo, las nuevas técnicas cuantitativas, como el análisis de redes sociales, o la historia de acontecimientos, consiguen en cierta medida superar estas limitaciones.

## Teorías y paradigmas sociológicos
Distintas corrientes han nutrido el cuerpo teórico de la sociología, entre las que destacan, la Escuela Francesa, la Escuela Inglesa, la Escuela de Chicago y la Escuela de Fráncfort. Las perspectivas generalmente usadas son el interaccionismo simbólico, el socioconstruccionismo, la teoría del conflicto, la fenomenología y la teoría funcionalista, no siendo las únicas. Muchos sociólogos se han abocado al estudio de la sociología crítica, el posestructuralismo, y otras tantas basadas en la comprensión del sujeto desde una perspectiva amplia, basada en disciplinas como la historia, la filosofía, entre otras, obteniendo así una teoría sociológica compleja y cuyos conocimientos son más profundos que en los primeros casos.[cita requerida] Además de las expuestas, entre el grupo de las grandes escuelas se encuentran la teoría neomarxiana y la fenomenología, en su vertiente sociológica.

### Funcionalismo estructuralista
La teoría está asociada a Émile Durkheim y más recientemente a Talcott Parsons, además de autores como Robert K. Merton. El funcionalismo estructuralista ve a la sociedad como un sistema complejo, cuyas partes trabajan juntas para promover la solidaridad y estabilidad. Este enfoque analiza la sociedad desde un nivel macro, que es un enfoque amplio en las estructuras sociales que la conforman en su conjunto. Cree que la sociedad evoluciona de manera gradual, como parte de un proceso de adaptación y complejización, de modo análogo a los organismos vivientes. El funcionalismo se preocupa tanto por las estructuras como las funciones sociales. Se interesa por sus elementos constitutivos, a saber: normas, costumbres, tradiciones e instituciones.
A pesar de la indiscutible hegemonía que ostentó durante las dos décadas posteriores a la Segunda Guerra Mundial, el funcionalismo estructural ha perdido importancia como teoría sociológica.

### Interaccionismo simbólico
El interaccionismo simbólico es una corriente de pensamiento microsociológica. Partiendo de un método de estudio participante, capaz de dar cuenta del sujeto, concibe lo social como el marco de la interacción simbólica de individuos, y concibe la comunicación como el proceso social por antonomasia, a través del cual, se constituyen simultánea y coordinadamente, los grupos y los individuos.  Este analiza el sentido de la acción social desde la perspectiva de los participantes. Algunos interaccionistas simbólicos destacados son Max Weber, George H. Mead, Herbert Blumer, Erving Goffman o Nikolas Rose.
Según Mead, el individuo no nace siendo persona. La persona se forma socialmente cuando logra observarse a sí misma como un objeto, es decir, cuando logra un pensamiento reflexivo sobre sí mismo. Los otros, las demás personas, son un espejo en el cual se observa la propia persona.
En un sentido similar, Goffman, basado en un modelo interpretativo dramatúrgico, estudia los ritos de interacción comunicativa que aprendemos y ponemos en juego en nuestra vida cotidiana. Define el rol como un conjunto organizado de expectativas de comportamiento en torno a una función o posición social (por ejemplo "padre", "jefe", "profesor").

### Etnometodología
La etnometodología es una corriente sociológica surgida en los años sesenta a través de los trabajos de Harold Garfinkel. Se basa en el supuesto de que todos los seres humanos tienen un sentido práctico con el cual adecuan las normas de acuerdo con una racionalidad práctica que utilizan en la vida cotidiana. En términos más sencillos, se trata de una perspectiva sociológica que toma en cuenta los métodos que los seres humanos utilizan en su vida diaria para levantarse, ir al trabajo, tomar decisiones, entablar una conversación con los otros. En la antropología también se suele seguir esta línea sociológica, sobre todo los antropólogos que se especializan en los estudios de la sociedad.
Un etnométodo utilizado en el ámbito de la educación, fue el trabajo de Pigmalión en la escuela, conocido como  el famoso Test de Harvard de Adquisición Conjugada.

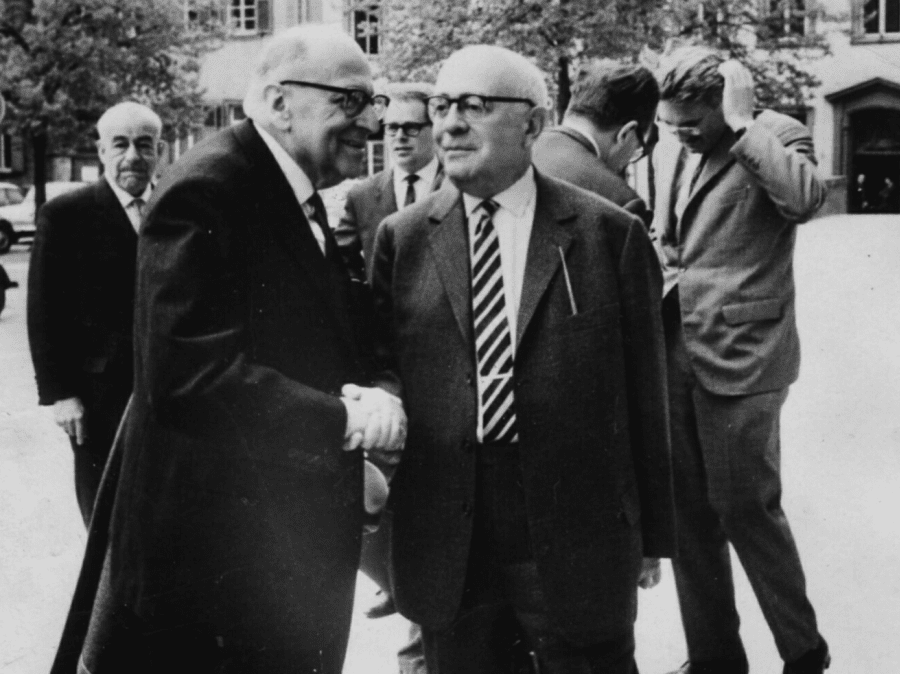
Max Horkheimer (izquierda), Theodor Adorno (derecha) y Jürgen Habermas (fondo derecha) en 1965

### Teorías del conflicto
La teoría del conflicto es una de las grandes escuelas de la teoría sociológica moderna, es considerada como desarrollo que se produjo en reacción a la estática del funcionalismo estructural. Durante las décadas de 1950 y 1960 la teoría del conflicto proporcionó una alternativa al funcionalismo estructural, pero ha sido superada recientemente por las teorías neomarxianas. La teoría del conflicto está íntimamente vinculada a la teoría de los juegos y a los estudios y escuelas sobre negociación.
Antes de la aparición de la Teoría del Conflicto, el conflicto era visto básicamente como una patología social, o, en todo caso, el síntoma de una patología social. La sociedad perfecta era vista como una sociedad sin conflictos y todas las utopías sociales sostenían la necesidad de constituir un modelo de sociedad sin conflictos, de pura cooperación.
La Teoría del Conflicto revalúa la connotación negativa tradicional y postula el conflicto social como un mecanismo -al menos potencialmente positivo- de innovación y cambio social. En sintonía con esa corriente, el educador estadounidense John Dewey expresaba que "el conflicto es el tábano del pensamiento".
Entre los más prominentes pensadores con enfoque sociológico de los últimos tiempos hay que tener en cuenta al pensador francés Michel Foucault (1926-1984) y al autor alemán Jürgen Habermas (nacido en 1929). Al igual que los clásicos de la disciplina, estos autores no solo han sido sociólogos sino que se han ocupado ampliamente de la filosofía y de la historia. Foucault se ocupó de materias similares a las analizadas por Weber en sus estudios de la burocracia: el desarrollo de las prisiones, hospitales, escuelas y otras organizaciones a gran escala. Por ejemplo, consideraba que la sexualidad siempre está vinculada al poder social y cuestionaba la idea de que un mayor conocimiento conduzca a una mayor libertad, porque lo concebía como una forma de "etiquetar" a las personas y de controlarlas.

### Teoría del intercambio
El desarrollo de la teoría del intercambio tiene sus raíces en el conductismo.
El conductismo está más vinculado a la psicología, pero en sociología tiene una influencia directa en la sociología conductista y una influencia indirecta en la teoría del intercambio. El sociólogo conductista se ocupa de la relación entre los efectos de la conducta de un actor sobre su entorno y su influencia sobre la conducta posterior del actor. Los conductistas se interesan mucho por las recompensas y los costes de las acciones. Las recompensas se definen por su capacidad de reforzar la conducta, mientras los costes reducen la probabilidad de la conducta. En este sentido, el conductismo en general, y la idea de recompensas y costes en particular, han influido poderosamente en la primera teoría del intercambio.
La teoría del intercambio de Peter Blau se diferencia en distintas facetas con la de Homans, la meta de Blau era contribuir a una comprensión de la estructura social sobre la base de un análisis de los procesos sociales que rigen las relaciones entre los individuos y los grupos. La cuestión básica es cómo se llega a organizar la vida social en estructuras cada vez más complejas de asociaciones entre personas.

### Teoría de sistemas
Walter Buckley (1967) aborda una cuestión de importancia central: las ventajas de la teoría de sistemas para la sociología. En primer lugar, dado que la teoría de sistemas se deriva de las ciencias naturales y dado que, al menos a los ojos de sus exponentes, es aplicable a todas las ciencias sociales y conductistas, ofrece un vocabulario que las unifica. En segundo lugar, la teoría de sistemas incluye varios niveles de análisis y puede aplicarse igualmente a los aspectos macro más objetivos y a los aspectos micro más subjetivos de la vida social. En tercer lugar, la teoría de sistemas se interesa por las diversas relaciones entre los numerosos aspectos del mundo social, y por tanto, milita contra los análisis parciales del mundo social.

### Acción y estructura
La dicotomía entre estructura y acción, a veces referida como determinismo contra voluntarismo, forma parte de un debate ontológico duradero en la teoría social: ¿determinan las estructuras sociales el comportamiento de un individuo o lo hace la acción humana? En este contexto, se entiende por agencia a la capacidad de las personas para actuar de forma independiente y tomar decisiones libres, mientras que la "estructura" se refiere a los factores que limitan o afectan las decisiones y acciones de los individuos (como la clase social, religión, origen étnico, entre otras). Las discusiones sobre la primacía de la estructura o la acción se relacionan con el núcleo de la epistemología sociológica (¿de qué está hecho el mundo social, ¿qué es una causa en el mundo social y qué es un efecto?).
Una pregunta permanente dentro de este debate es acerca de la "reproducción social": ¿cómo son las estructuras (en especial, las estructuras que producen desigualdad) reproducidas a través de las elecciones de los individuos?. Diferentes respuestas han sido planteadas a este respecto por la sociología contemporánea. Entre ellas podemos mencionar a Pierre Bourdieu, con su teoría constructivista genética; Jürgen Habermas, con su distinción entre racionalidad instrumental y comunicativa -sistema y mundo de la vida-, y Anthony Giddens, con su teoría de la estructuración social.

## Dinámica social
Se entiende como un dinamismo social el fluir de las costumbres y creencias de una sociedad. El cambio se evidencia a través de las interacciones de cada persona con el resto social y cómo el conjunto afecta al individuo, marcando un comportamiento de comunicación global de sujetos relacionados entre sí. Las formas y convenciones de la dinámica social están marcadas por la historia y sujetas, por tanto, a un cambio permanente.
La interacción social resultante de la dinámica, expresa grados sociales, estableciendo campos de acción que se expresan mediante la diferenciación del statu quo social. En la interacción social, habría primero que establecer la capa o campo social sobre el que se va a observar a los individuos y cómo estos influyen mutuamente y adaptan su comportamiento frente a los demás.

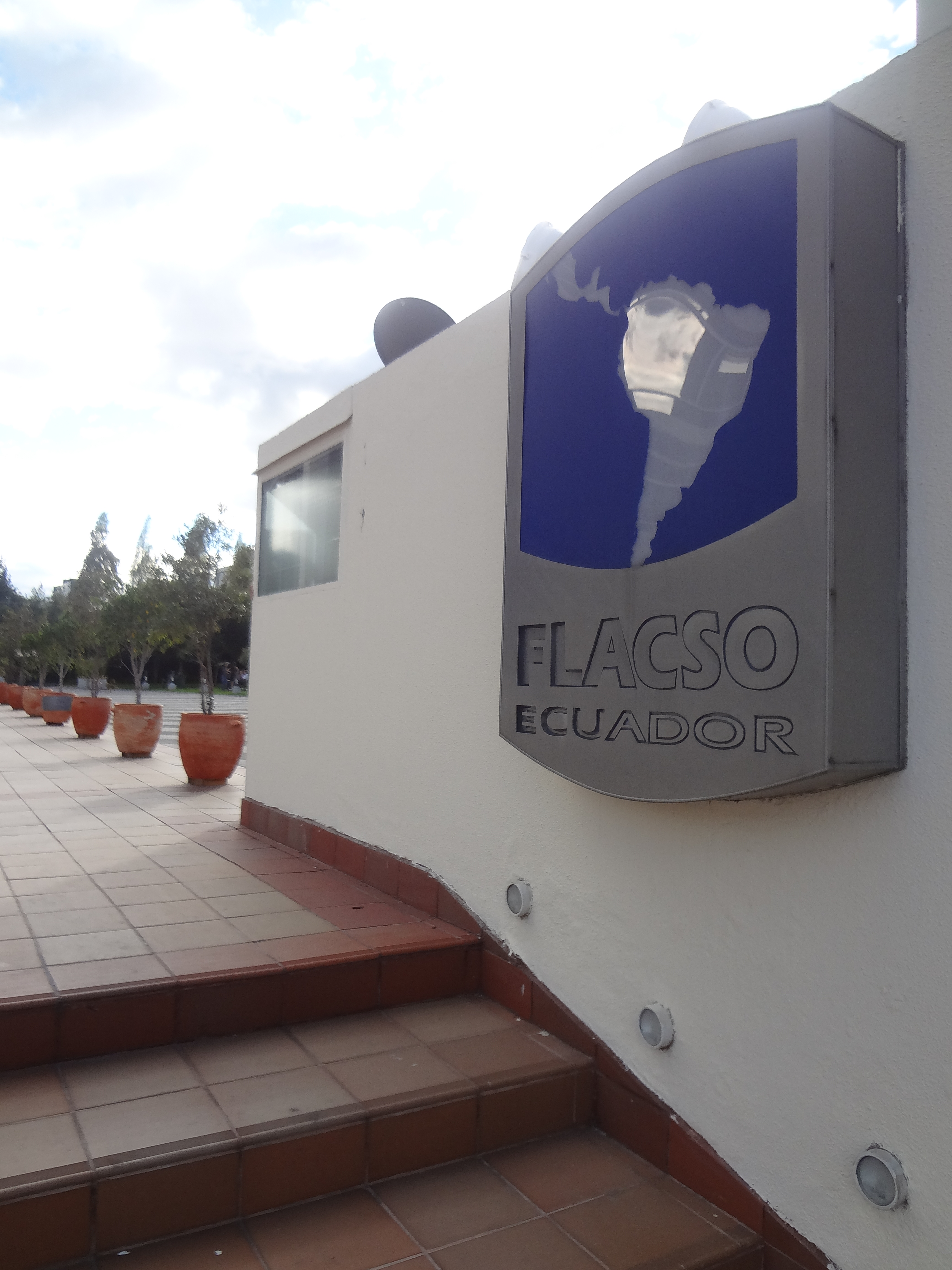
FLACSO - Ecuador

## Sociología en Latinoamérica
La sociología en la región latinoamericana se desarrollaría a lo largo del siglo XX, con posterioridad a Europa y los Estados Unidos. Su creación se vincula a diferentes intentos de apropiación del corpus teórico de la disciplina, sumado al desafío de producir y legitimar un ideario conceptual propio, que reflejara la realidad del conjunto de estos países. Esta se nutriría además de aportes intelectuales locales variados. Los desarrollos más significativos elaborados desde la región se refieren a lecturas críticas del imperialismo y los procesos de colonización, teorías vinculadas a la modernización de la matriz económica, social y cultural, así como teorías de la dependencia, con énfasis en la subordinación de la región a escala mundial. Estas últimas se vinculan a la teología de la liberación, pedagogía del oprimido y un conjunto de estudios realizados desde la CEPAL.
Más recientemente, diferentes estudios se han enfocado principalmente sobre democracia, democratización y derechos humanos, aportes críticos al neoliberalismo y la globalización económica, así como estudios sobre participación política, acción colectiva y conflicto social.
Algunas organizaciones que consolidaron la institucionalización de la disciplina en la región son: ALAS, CLACSO y FLACSO.

## Áreas de la sociología
- Sociología ambiental
- Sociología del arte
- Sociología de la ciencia
- Sociología de la comunicación
- Sociología informática
- Sociología del conocimiento
- Sociología del consumo
- Sociología de la cultura
- Sociología del deporte
- Sociología digital
- Sociología del Derecho
- Sociología de la desviación
- Sociología económica
- Sociología de la educación
- Sociología de las emociones
- Sociología de la familia
- Sociología de género
- Sociología de la infancia
- Sociología de Internet
- Sociología de la lectura
- Sociología del lenguaje
- Sociología de la literatura
- Sociología médica
- Sociología de las migraciones
- Sociología de los movimientos sociales
- Sociología de la música
- Sociología de las organizaciones
- Sociología política
- Sociología histórica
- Sociología de la religión
- Sociología rural
- Sociología del trabajo
- Sociología de la tecnología
- Sociología urbana
- Teoría del posdesarrollo